# گرینزبورگ (ویرجینیای غربی)
گرینزبورگ (به انگلیسی: Greensburg) یک منطقهٔ مسکونی در ایالات متحده آمریکا است که در شهرستان برکلی، ویرجینیای غربی واقع شده‌است.